# Love Live!
Love Live! School Idol Project (viết tắt là Love Live!; Tiếng Nhật: ラブライブ!; Romaji: Rabu Raibu!) là một dự án đa phương tiện của Nhật Bản hợp tác phát triển với tạp chí Dengeki G's của ASCII Media Works, nhãn hiệu âm nhạc Lantis và phòng thu Sunrise. Dự án xoay quanh một nhóm nhạc nữ giả tưởng, những người trở thành thần tượng để cứu trường của họ khỏi bị đóng cửa. Nó được phát hành vào tháng 8 năm 2010 trên tạp chí Dengeki G's, và tiếp tục sản xuất đĩa CD âm nhạc, anime video âm nhạc, hai truyện tranh manga và trò chơi điện tử. Bộ phim truyền hình anime do Sunrise và đạo diễn Takahiko Kyōgoku sản xuất phát sóng tại Nhật Bản  từ tháng 1 đến tháng 3 năm 2013, với mùa thứ hai phát sóng từ tháng 4 đến tháng 6 năm 2014. Cả hai bộ phim anime và phim đều được cấp phép ở Bắc Mỹ, Úc và New Zealand bởi NIS America, MVM Entertainment và Madman Entertainment. Một dự án riêng có tựa đề Love Live! Sunshine!! tập trung vào một nhóm thần tượng mới với mùa thứ 2 phát sóng từ tháng 4 đến tháng 6 năm 2014. Cả hai bộ phim đều được cấp phép phát hành tại Bắc Mỹ, Vương quốc Anh, Úc và New Zealand bởi NIS America, MVM Entertainment và Madman Entertainment. Một bộ phim hoạt hình mang tên Love Live! The School Idol Movie đã được phân phối bởi Shochiku và phát hành vào tháng 6 năm 2015.

## Cốt truyện
Honoka Kōsaka là học sinh của trường cấp ba Otonokizaka. Khi thấy trường học của mình sắp đóng cửa do thiếu đơn đăng ký vào, Honoka quyết định cứu ngôi trường. Honoka đến UTX, nơi mà em gái của cô quyết định đăng ký vào, và thấy một đám đông đang xem MV của A-Rise, một nhóm nhạc thần tượng học sinh của UTX. Biết được rằng các nhóm nhạc thần tượng học sinh đang trở nên phổ biến, Honoka và bạn của cô quyết định làm giống như A-Rise, thành lập một nhóm nhạc thần tượng học sinh tên là μ's (ミューズ Myūzu?, đọc là "muse") để lôi cuối những học sinh mới. Khi họ đã thành công trong việc ngăn chặn trường Otonokizaka đóng cửa, những cô gái của μ's đặt mục tiêu cao hơn và tham gia vào Love Live, một cuộc thi dành cho các nhóm nhạc thần tượng học sinh, nơi mà chỉ các nhóm nhạc xuất sắc nhất cả nước tranh tài. Mặc dù họ đã chiến thắng, μ's sau này phải giải tán vì lý do các thành viên năm ba phải tốt nghiệp.

## Nhân vật
Cốt truyện và các nhân vật dưới đây xuất hiện trong anime. Các thể loại khác như manga và tiểu thuyết có đôi chút khác biệt.

### μ's

#### Honoka Kōsaka (高坂 穂乃果Kōsaka Honoka?)
Bài chi tiết: Honoka Kōsaka
Lồng tiếng bởi: Emi Nitta
Honoka là nhân vật chính của dự án, học sinh năm 2 tại trường cấp ba Otonokizaka. Gia đình của cô có một cửa hàng đồ ngọt (Wagashi) tên là Homura. Cô thích hát, có tính cách vui vẻ, sôi nổi và cô không bao giờ có ý định từ bỏ điều gì, điều làm cho cô thường cố gắng quá sức. Honoka rất lười và lưỡng lự khi làm việc, nhưng rất quyết đoán với những việc liên quan đến thần tượng học sinh. Sở thích của cô là bơi và thu thập nhãn dán. Honoka là nhóm trưởng của μ's, và cô giữ vị trí trung tâm (center) trong một số bài hát. Sau này cô đã trở thành hội trưởng hội học sinh thay cho Eli.

#### Kotori Minami (南 ことりMinami Kotori?)
Lồng tiếng bởi: Aya Uchida
Kotori là bạn học và là bạn thời thơ ấu của Honoka. Cô cũng là con gái của Hiệu trưởng trường Otonokizaka, vì thế nên hai mẹ con trông rất giống nhau. Cô được cho là người để đầu óc trên mây, mặc dù giữ trọng trách thiết kế trang phục và biên đạo cho nhóm. Kotori rất quan tâm đến cảm xúc của những người xung quanh, nhưng thường thiếu quyết đoán và dễ bị cuốn theo người khác. Sau này cô trở thành thành viên của hội học sinh, giúp đỡ Honoka và Umi.

#### Umi Sonoda (園田 海未Sonoda Umi?)
Lồng tiếng bởi: Suzuko Mimori
Umi là bạn học và là bạn thời thơ ấu của Honoka. Cô là thành viên của câu lạc bộ cung đạo, và thường bắn rất chuẩn. Cô cho rằng Honoka hơi hách dịch và tự phụ, nhưng sớm nhận ra mình có một người bạn táo bạo, và thường đóng vai trò nhắc nhở Honoka. Umi là người viết lời chính cho nhóm. Là con gái của một gia đình đậm chất truyền thống, Umi biết kendo, chơi đàn koto, nhạc kịch nagauta, thư pháp shodō, và điệu nhảy nichibu. Kotori cho rằng Umi rất đáng sợ khi giấc ngủ của cô bị làm phiền bởi những người khác trong đợt huấn luyện với các thành viên của μ's. Sau này cô trở thành phó hội trưởng hội học sinh thay cho Nozomi.

#### Eli Ayase (絢瀬 絵里Ayase Eri?)
Lồng tiếng bởi: Yoshino Nanjō
Eli là học sinh năm 3, hội trưởng hội học sinh của Otonokizaka và cũng là người rất muốn cứu ngôi trường. Mặc dù cô biết đến kế hoạch của Honoka và phản đối nó, cô là người cuối cùng gia nhập μ's. Bà của Eli là người Nga nên cô là người Nhật gốc Nga, và thường nói cụm từ "хорошо" (IPA: [xərɐˈʂo]; đọc là khorosho, nghĩa là "tốt"). Cô đặc biệt có tài năng, xuất sắc về cả học tập lẫn thể thao, và thực hiện trọng trách hội trưởng hội học sinh một cách tuyệt vời. Eli cũng biết may vá, và kỹ năng múa ba lê xuất sắc đã khiến cô trở thành biên đạo của nhóm.

#### Nozomi Tojo (東條 希Tōjō Nozomi?)
Lồng tiếng bởi: Aina Kusuda
Nozomi là học sinh năm 3, phó hội trưởng hội học sinh của Otonokizaka và là người lớn tuổi nhất nhóm. Cô là người luôn thấu hiểu Eli, người bạn đầu tiên của cô sau khi dành cả cuộc đời học sinh để chuyển trường do công việc của gia đình, và quyết định sống một mình khi học ở Otonokizaka. Cô cũng là người khích lệ tinh thần cho cả nhóm, và gần như biết hết tất cả, đặc biệt là khi cô biết trước rất nhiều thứ sẽ xảy ra và còn đặt cả tên cho nhóm dựa vào những điều chưa xảy ra. Nozomi nói giọng vùng Kansai mặc dù không xuất thân ở đó. Sở thích của cô là tiên đoán tương lai, và cô dùng nó để nhanh chóng thích nghi khi phải chuyển trường. Mặc dù cô có tính cách rất nhẹ nhàng, nhưng đôi khi cô cũng rất tinh nghịch, và thường sờ soạng những người khác khi cô thấy họ mất tập trung hoặc xuống tinh thần, cho rằng đó là việc giúp họ vui lên.

#### Nico Yazawa (矢澤 にこYazawa Niko?)
Lồng tiếng bởi: Sora Tokui
Nico là học sinh năm 3, yêu thích thời trang, và phụ trách thiết kế trang phục cùng Kotori. Cô mong muốn trở thành thần tượng hơn tất cả mọi người trong μ's, và làm việc không biết mệt để đạt được mục tiêu. Nico có ngoại hình và ứng xử như một đứa trẻ, trông trẻ hơn tất cả các thành viên khác mặc dù cô là học sinh năm 3. Nico lập nên Câu lạc bộ Nghiên cứu thần tượng, nhưng tất cả các thành viên đều đã rời khỏi nhóm do yêu cầu của cô quá cao. Khi Honoka và bạn của cô mong muốn đưa câu lạc bộ thành nơi hoạt động của μ's, ban đầu Nico từ chối, nghi ngờ họ sẽ sớm từ bỏ việc trở thành thần tượng, cho đến khi cô công nhận thực lực của họ và sau đó gia nhập vào nhóm. Cô thường hành động nổi bật và luôn khao khát được chú ý, nhưng rất quan tâm đến những người xung quanh. Không như các thành viên còn lại, cô có tính cách thần tượng, và thường nói câu khẩu hiệu Nico-Nico-Ni kèm theo các kiểu tạo dáng. Sau khi tốt nghiệp, cô giao lại vai trò chủ tịch câu lạc bộ cho Hanayo. Nico có ba người em ruột: Cocoa Yazawa (矢澤 ココア Yazawa Kokoa?) (Lồng tiếng bởi Sora Tokui), Cocoro Yazawa (矢澤 心 Yazawa Kokoro?) (Lồng tiếng bởi: Sora Tokui) và Cotaro Yazawa (矢澤 虎太郎 Yazawa Kotarō?) (Lồng tiếng bởi: Sora Tokui). Nico nấu ăn rất ngon.

#### Maki Nishikino (西木野 真姫Nishikino Maki?)
Lồng tiếng bởi: Pile
Maki là học sinh năm nhất, xuất thân từ một gia đình bác sĩ giàu có. Cô có tài đánh đàn piano và hát hay, nhưng được kỳ vọng trở thành bác sĩ, thừa kế bệnh viện của gia đình, chính điều đó làm cô từ chối gia nhập μ's lúc đầu. Ban đầu Maki khá kiêu căng và kín đáo, nhưng càng về sau càng mở rộng lòng mình với mọi người. Maki là người sáng tác và luyện thanh cho nhóm. Sau này cô trở thành Phó Chủ tịch Câu lạc bộ Nghiên cứu thần tượng.

#### Hanayo Koizumi (小泉 花陽Koizumi Hanayo?)
Lồng tiếng bởi: Yurika Kubo
Hanayo là học sinh năm nhất, thích vẽ và xếp giấy origami. Cô cũng được gọi là Kayo, một cách đọc khác cho tên kanji của cô. Bạn thân nhất của cô và cũng là bạn thời thơ ấu là Rin. Cô đặc biệt thích ăn, thức ăn ưa thích là cơm, và cũng là một người ngại ngùng. Trước khi gia nhập μ's, cô rất hay tự ái và dễ từ bỏ. Hanayo có ước mơ trở thành thần tượng từ nhỏ và câu cửa miệng của cô là "Ai đó làm ơn cứu tôi với!" (誰か助けて!; Dareka tasukete!), có thể thay đổi tuỳ thuộc vào manga / tiểu thuyết. Sau này cô trở thành Chủ tịch Câu lạc bộ Nghiên cứu thần tượng.

#### Rin Hoshizora (星空 凛Hoshizora Rin?)
Lồng tiếng bởi: Riho Iida
Rin là học sinh năm nhất, giỏi thể thao, đặc biệt là chạy vượt rào, bóng đá và bóng rổ. Giống như Honoka, Rin có tính cách vui vẻ nhưng rất dễ mất động lực và vẻ ngoài là tomboy. Cô là bạn thân nhất của Hanayo, người mà cô luôn trông nom, và có thói quen kết thúc câu nói của mình bằng "-nya" (từ tiếng Nhật tương đương với meow). Cô gặp vấn đề với sự dễ thương do biến cố lúc nhỏ khi đám con trai trêu cười khi cô thử mặc váy để trông nữ tính hơn. Về sau Rin vượt qua được chuyện đó nhờ sự giúp đỡ từ bạn bè và thể hiện độ nữ tính của mình nhiều hơn.

### Những nhân vật khác
- Yukiho Kōsaka (高坂 雪穂 Kōsaka Yukiho?) là em gái của Honoka, thường che giấu đi những việc làm ngại ngùng của mình. Lồng tiếng bởi: Nao Tōyama
- Alisa Ayase (絢瀬 亜里沙 Ayase Arisa?) là em gái của Eli và cũng là fan của μ's. Sống ở nước ngoài từ nhỏ, cô không quen với một số phong tục của Nhật. Giống như chị gái mình, cô cũng thường nói câu "хорошо". Lồng tiếng bởi: Ayane Sakura
- Tsubasa Kira (綺羅 ツバサ Kira Tsubasa?) là nhóm trưởng của nhóm thần tượng A-Rise và là học sinh của trường cấp ba UTX. Lồng tiếng bởi: Megu Sakuragawa
- Erena Toudou (統堂 英玲奈 Tōdō Erena?) là thành viên của A-Rise với một ngoại hình trông khá người lớn, là học sinh của UTX. Lồng tiếng bởi: Maho Matsunaga
- Anju Yuuki (優木 あんじゅ Yūki Anju?) là thành viên của A-Rise với một thái độ giống công chúa, là học sinh của UTX. Lồng tiếng bởi: Ayuru Ōhashi

## Danh sách đĩa nhạc
| "Bokura no Live Kimi to no Life" (僕らのLIVE 君とのLIFE Our Live, Life with You)                                         | μ's | 167 |      |
| "Snow Halation" | μ's | 74  |      |
| "Love Marginal" | Printemps | 85  |      |
| "Diamond Princess no Yūutsu" (ダイヤモンドプリンセスの憂鬱 The Diamond Princess's Melancholy)                            | BiBi | 79  |      |
| "Shiranai Love*Oshiete Love" (知らないLove*教えてLove I don't know Love*Teach me Love)                                   | Lily White | 81  |      |
| "Natsuiro Egao de 1, 2, Jump!" (夏色えがおで1,2,Jump! Summer-colored Smile 1, 2, Jump!)                                  | μ's | 62  |      |
| "Mogyutto 'love' de Sekkinchū!" (もぎゅっと"love"で接近中! A Tight Love is Approaching!)                                 | μ's | 31  |      |
| "Mermaid Festa Vol. 2 (Passionate)"                                                                                      | Honoka Kōsaka (Emi Nitta), Rin Hoshizora (Riho Iida) | 57  |      |
| "Otome Shiki Ren'ai Juku" (乙女式れんあい塾 Maiden's Love Formula Lesson)                                                | Nico Yazawa (Sora Tokui), Nozomi Tojo (Aina Kusuda) | 64  |      |
| "Kokuhaku Biyori, desu!" (告白日和、です! A Good Day for a Confession!)                                                  | Kotori Minami (Aya Uchida), Hanayo Koizumi (Yurika Kubo) | 43  |      |
| "Soldier Game" | Maki Nishikino (Pile), Umi Sonoda (Suzuko Mimori), Eli Ayase (Yoshino Nanjō) | 38  |      |
| "Wonderful Rush" | μ's | 30  |      |
| "Bokura wa Ima no Naka de" (僕らは今のなかで We're all Living in this Moment)                                            | μ's | 12  |      |
| "Kitto Seishun ga Kikoeru" (きっと青春が聞こえる You'll Surely Hear Our Youth)                                           | μ's | 8   |      |
| "Susume→Tomorrow" (ススメ→トゥモロウ Advance→Tomorrow) / "Start:Dash!!"                                                  | Honoka Kōsaka (Emi Nitta), Kotori Minami (Aya Uchida), Umi Sonoda (Suzuko Mimori) | 11  |      |
| "Korekara no Someday" (これからのSomeday Someday in the Future) / "Wonder Zone"                                          | Honoka Kōsaka (Emi Nitta), Kotori Minami (Aya Uchida), Umi Sonoda (Suzuko Mimori), Rin Hoshizora (Riho Iida), Maki Nishikino (Pile), Hanayo Koizumi (Yurika Kubo), Nico Yazawa (Sora Tokui) / μ's | 7   |      |
| "No Brand Girls" / "Start:Dash!!"                                                                                        | μ's | 5   |      |
| "Binetsu kara Mystery" (微熱からMystery Mystery from Slight Fever)                                                       | Lily White | 4   |      |
| "Cutie Panther" | BiBi | 8   |      |
| "Pure Girls Project" | Printemps | 10  |      |
| "Music S.T.A.R.T!!" | μ's | 5   |      |
| "Takaramonozu" (タカラモノズ Treasures) / "Paradise Live"                                                                | μ's | 4   | Vàng |
| "Sore wa Bokutachi no Kiseki" (それは僕たちの奇跡 That's Our Miracle)                                                    | μ's | 3   | Vàng |
| "Donna Toki mo Zutto" (どんなときもずっと Always No Matter What)                                                         | μ's | 2   |      |
| "Yume no Tobira" (ユメノトビラ The Door of Dreams)                                                                       | μ's | 3   |      |
| "Love Wing Bell" / "Dancing Stars on Me!"                                                                                | Rin Hoshizora (Riho Iida), Maki Nishikino (Pile), Hanayo Koizumi (Yurika Kubo), Eli Ayase (Yoshino Nanjō), Nozomi Tojo (Aina Kusuda), Nico Yazawa (Sora Tokui) / μ's                              | 3   |      |
| "KiRa-KiRa Sensation!" / "Happy Maker!"                                                                                  | µ's | 3   |      |
| "Shangri-La Shower" | µ's | 5   |      |
| "Eien Friends" (永遠フレンズ Forever Friends)                                                                            | Printemps | 6   |      |
| "Aki no Anata no Sora Tōku" (秋のあなたの空遠く Your Distant Autumn Sky)                                                 | Lily White | 3   |      |
| "Fuyu ga Kureta Yokan" (冬がくれた予感 The Premonition that Winter Gave Me)                                              | BiBi | 2   | Vàng |
| "CheerDay CheerGirl!" | Printemps | —   |      |
| "Onaji Hoshi ga Mitai" (同じ星が見たい I Want To See the Same Stars)                                                     | Lily White | —   |      |
| "Silent Tonight" | BiBi | —   |      |
| "Mi wa μ'sic no Mi" (ミはμ'sicのミ M is for μ'sic)                                                                       | μ's | 5   |      |
| "Saitei de Saikō no Paradisio" (最低で最高のParadiso The Best and Worst Paradiso)                                        | BiBi | —   |      |
| "Otohime Heart de Love Kyūden" (乙姫心で恋宮殿 Otome Hāto de Rabu Kyūden, A Palace of Love in the Young Princess' Heart) | Lily White | —   |      |
| "Museum de Dō Shitai" (MUSEUMでどうしたい What Would You Like to Do At the Museum?)                                      | Printemps | —   |      |
| "Angelic Angel" / "Hello, Hoshi o Kazoete" (Hello,星を数えて Hello, Count the Stars)                                     | μ's / Maki Nishikino (Pile), Hanayo Koizumi (Yurika Kubo), Rin Hoshizora (Riho Iida) | 2   |      |
| "Sunny Day Song" / "?←Heartbeat"                                                                                         | μ's / Nico Yazawa (Sora Tokui), Eli Ayase (Yoshino Nanjo), Nozomi Tojo (Aina Kusuda) | 2   |      |
| "Bokutachi wa Hitotsu no Hikari" (僕たちはひとつの光 We Are a Single Light) / "Future Style"                             | μ's / Honoka Kousaka (Emi Nitta), Umi Sonada (Suzuko Mimori), Kotori Minami (Aya Uchida) | 2   |      |
| "Heart to Heart!" | μ's | 3   |      |
| "Wao-Wao Powerful Day!"                                                                                                  | Printemps | 3   |      |
| "Omoide Ijō ni Naritakute" (思い出以上になりたくて I Want It to Be More Than Just a Memory)                              | Lily White | 3   |      |
| "Sakkaku Crossroads" (錯覚CROSSROADS Illusionary Crossroads)                                                             | BiBi | 2   | Vàng |
| "Moment Ring" | μ's | 2   | Vàng |
| "A Song for You! You? You!!"                                                                                             | μ's | N/A |      |
| "—" denotes releases that were ineligible to chart.                                                                      | |     |      |

| Tiêu đề                                                                                      | Trình bày                                                   |
| Phần 1                                                                                       | Phần 1                                                      |
| -------------------------------------------------------------------------------------------- | ----------------------------------------------------------- |
| "Yume Naki Yume wa Yume Janai" (夢なき夢は夢じゃない A Dream Without a Dream is Not a Dream) | Honoka Kōsaka (Emi Nitta)                                   |
| "Anemone Heart"                                                                              | Kotori Minami (Aya Uchida) and Umi Sonoda (Suzuko Mimori)   |
| "Nawatobi" (なわとび Jumping Rope)                                                           | Hanayo Koizumi (Yurika Kubo)                                |
| "Beat in Angel"                                                                              | Rin Hoshizora (Riho Iida) and Maki Nishikino (Pile)         |
| "Nico Puri Joshi Dō" (にこぷり♡女子道 Nico Puri Girl's Path)                                 | Nico Yazawa (Sora Tokui)                                    |
| "Garasu no Hanazono" (硝子の花園 Garden of Glass)                                            | Eli Ayase (Yoshino Nanjō) and Nozomi Tojo (Aina Kusuda)     |
| "Loneliest Baby"                                                                             | µ's                                                         |
| Phần 2                                                                                       |                                                             |
| "Shiawase Iki no Smiling!" (シアワセ行きのSMILING! The Smiling Towards Happiness!)           | Honoka Kōsaka (Emi Nitta)                                   |
| "Zurui yo Magnetic Today" (ずるいよMagnetic today That Unfair Magnetic Today)                | Maki Nishikino (Pile) and Nico Yazawa (Sora Tokui)          |
| "Kururin Miracle" (くるりんMIRACLE Twirling Miracle)                                         | Rin Hoshizora (Riho Iida)                                   |
| "Storm in Lover"                                                                             | Eli Ayase (Yoshino Nanjō) and Umi Sonoda (Suzuko Mimori)    |
| "Moshimo Kara Kitto" (もしもからきっと From If To I'm Sure)                                  | Nozomi Tojo (Aina Kusuda)                                   |
| "Suki desu ga Suki desu ka?" (好きですが好きですか？ I Love You, but Do You Love Me?)        | Kotori Minami (Aya Uchida) and Hanayo Koizumi (Yurika Kubo) |
| "Soshite Saigo no Page niwa" (そして最後のページには And On the Last Page is)                | µ's                                                         |
| Phim                                                                                         |                                                             |
| "Korekara" (これから From Here Onwards)                                                      | µ's                                                         |

| Tiêu đề                                                                              | Trình bày                                 | Xếp hạng | Chứng nhận |
| ------------------------------------------------------------------------------------ | ----------------------------------------- | -------- | ---------- |
| Umiiro Shōjo ni Miserarete (海色少女に魅せられて The Enchanted Ocean-colored Maiden) | Umi Sonoda (Suzuko Mimori)                | 97       |            |
| Kotori Lovin' You (ことりLovin' you)                                                 | Kotori Minami (Aya Uchida)                | 109      |            |
| Honnori Honokairo! (ほんのり穂乃果色! Faint Honoka Color)                            | Honoka Kōsaka (Emi Nitta)                 | 90       |            |
| μ's Best Album Best Live! Collection                                                 | μ's                                       | 12       | Vàng       |
| Notes of School Idol Days                                                            | μ's, A-Rise, & Yoshiaki Fujisawa          | 10       |            |
| Orange Cheers!                                                                       | Honoka Kōsaka (Emi Nitta)                 | 44       |            |
| Ice Blue no Shunkan (アイス・ブルーの瞬間)                                           | Eli Ayase (Yoshino Nanjō)                 | 28       |            |
| Junpaku Romance (純白ロマンス)                                                       | Kotori Minami (Aya Uchida)                | 37       |            |
| Ao no Shinwa (蒼の神話)                                                              | Umi Sonoda (Suzuko Mimori)                | 41       |            |
| Ring a Yellow Bell                                                                   | Rin Hoshizora (Riho Iida)                 | 53       |            |
| Scarlet Princess                                                                     | Maki Nishikino (Pile)                     | 31       |            |
| Violet Moon (バイオレットムーン)                                                     | Nozomi Tojo (Aina Kusuda)                 | 59       |            |
| Wakakusa no Season (若草のSeason)                                                    | Hanayo Koizumi (Yurika Kubo)              | 52       |            |
| Momoiro Egao (ももいろ♡えがお)                                                       | Nico Yazawa (Sora Tokui)                  | 47       |            |
| Solo Live! Collection Memorial Box II                                                | μ's                                       | 8        |            |
| Notes of School Idol Days: Glory                                                     | μ's, A-Rise, & Yoshiaki Fujisawa          | 7        |            |
| Love Live! 1st Season Compilation Album                                              | μ's                                       | —        |            |
| Love Live! 2nd Season Compilation Album                                              | μ's                                       | —        |            |
| μ's Best Album Best Live! Collection II                                              | μ's                                       | 1        | Vàng       |
| Notes of School Idol Days: Curtain Call                                              | µ's, Takayama Minami, & Yoshiaki Fujisawa | 4        |            |
| Memories with Honoka                                                                 | Honoka Kōsaka (Emi Nitta)                 | 56       |            |
| Memories with Eli                                                                    | Eli Ayase (Yoshino Nanjō)                 | 36       |            |
| Memories with Kotori                                                                 | Kotori Minami (Aya Uchida)                | 42       |            |
| Memories with Umi                                                                    | Umi Sonoda (Suzuko Mimori)                | 44       |            |
| Memories with Rin                                                                    | Rin Hoshizora (Riho Iida)                 | 54       |            |
| Memories with Maki                                                                   | Maki Nishikino (Pile)                     | 43       |            |
| Memories with Nozomi                                                                 | Nozomi Tojo (Aina Kusuda)                 | 58       |            |
| Memories with Hanayo                                                                 | Hanayo Koizumi (Yurika Kubo)              | 50       |            |
| Memories with Nico                                                                   | Nico Yazawa (Sora Tokui)                  | 55       |            |
| Solo Live! Collection Memorial Box III                                               | μ's                                       | 11       |            |
| μ's Complete Best Box Chapter 01                                                     | μ's                                       |          |            |
| μ's Complete Best Box Chapter 02                                                     | μ's                                       |          |            |
| μ's Complete Best Box Chapter 03                                                     | μ's                                       |          |            |
| μ's Complete Best Box Chapter 04                                                     | μ's                                       |          |            |
| μ's Complete Best Box Chapter 05                                                     | μ's                                       |          |            |
| μ's Complete Best Box Chapter 06                                                     | μ's                                       |          |            |
| μ's Complete Best Box Chapter 07                                                     | Printemps                                 |          |            |
| μ's Complete Best Box Chapter 08                                                     | BiBi                                      |          |            |
| μ's Complete Best Box Chapter 09                                                     | Lily White                                |          |            |
| μ's Complete Best Box Chapter 10                                                     | μ's                                       |          |            |
| μ's Complete Best Box Chapter 11                                                     | μ's                                       |          |            |
| μ's Complete Best Box Chapter 12                                                     | μ's                                       |          |            |
| μ's Memorial CD-Box "Complete Best Box"                                              | μ's                                       |          |            |

| Tiêu đề                                            | Trình bày                                                 | Định dạng | Xếp hạng                                                                      |
| -------------------------------------------------- | --------------------------------------------------------- | --------- | ----------------------------------------------------------------------------- |
| μ's First Love Live!                               | μ's                                                       | BD/DVD    | 206 (DVD) 28 (BD)                                                             |
| μ's New Year LoveLive! 2013                        | μ's                                                       | BD        | —                                                                             |
| μ's 3rd Anniversary Love Live!                     | μ's                                                       | BD/DVD    | 49 (DVD) 3 (BD)                                                               |
| μ's→Next LoveLive! 2014: Endless Parade            | μ's                                                       | BD/ DVD   | 7 (DVD) 6 (BD) (Day 2 Only)                                                   |
| μ's Go→Go! LoveLive! 2015: Dream Sensation!        | μ's                                                       | BD/DVD    | 10 (DVD Day 1) 11 (DVD Day 2) 61 (BD Day 1) 59 (BD Day 2) 1 (BD Memorial Box) |
| μ's FinalLoveLive! 2016: μ'sic Forever             | μ's                                                       | BD/DVD    | 5 (DVD Day 1) 3 (DVD Day 2) 55 (BD Day 1) 22 (BD Day 2) 1 (BD Memorial Box)   |
| Love Live! μ's Live Collection                     | μ's                                                       | BD        | 3                                                                             |
| Love Live! Series 9th Anniversary: Love Live! Fest | μ's, Aqours, Saint Snow, Nijigasaki High School Idol Club | TBA       |                                                                               |

| Tiêu đề | Trình bày                                                                            | Ngày phát hành       | Xếp hạng |
| --- | ------------------------------------------------------------------------------------ | -------------------- | -------- |
| Love Live Radio Kagai Katsudō: Nicorinpana Theme Song DJCD (ラブライ部 ラジオ課外活動にこりんぱな テーマソングDJCD) | Nico Yazawa (Sora Tokui), Rin Hoshizora (Riho Iida) and Hanayo Koizumi (Yurika Kubo) | 17 tháng 10 năm 2012 | 73       |